# نظریه متغیر پنهان
در فیزیک، نظریه‌های متغیر پنهان پیشنهادی برای ارائه توضیحات جبرگرایانه از پدیده‌های مکانیک کوانتومی، از طریق معرفی موجودیت‌های فرضی غیرقابل روئیت است. وجود عدم قطعیت در برخی از اندازه‌گیری‌ها به عنوان بخشی از فرمول بندی ریاضی مکانیک کوانتومی فرض می‌شود. علاوه بر این، مرزهای عدم قطعیت را می‌توان با |اصل عدم قطعیت هایزنبرگ به صورت کمی بیان کرد.
آلبرت اینشتین اساساً به ماهیت احتمالی مکانیک کوانتومی اعتراض داشت و جمله معروفی در این مورد بیان داشته‌است: «من اطمینان دارم که خدا تاس بازی نمی‌کند». اینشتین، پودولسکی و روزن اظهار داشتند که مکانیک کوانتومی توصیف ناقص از حقیقت است. قضیه بل بعداً نشان داد انواع خاصی از متغیرهای پنهان محلی (راهی برای یافتن توضیحات کامل واقعیت) غیرممکن است یا اینکه آنها غیر محلی تحول می‌یابند. یک نظریه معروف غیر محلی نظریه مکانیک بوهمی است.

## زمینه‌های شکل‌گیری
طبق فرمول ریاضی، مکانیک کوانتومی غیر جبری است، به این معنی که به‌طور کلی نتیجهٔ اندازه‌گیری را با یقین پیش‌بینی نمی‌کند. در عوض، با داشتن مقادیر قابل مشاهده ای که دقت آن‌ها توسط اصل عدم قطعیت محدود شده، احتمال نتایج را نشان می‌دهد. این در حالی است که در فیزیک کلاسیک مثلاً با داشتن تکانه و مختصات یک ذره محل برخورد آن با صفحه ای در فضا به‌طور قطعی مشخص است. حال این سؤال پیش می‌آید که آیا ممکن است واقعیتی پنهان و عمیق‌تر در زیر مکانیک کوانتومی پنهان شده باشد، که توسط یک تئوری اساسی تر توصیف شده‌است و همیشه می‌تواند نتیجه هر اندازه‌گیری را با اطمینان پیش‌بینی کند: اگر خصوصیات دقیق هر ذره زیر اتمی شناخته شده باشد، کل سیستم می‌تواند مدل‌سازی شود. یک مدل‌سازی دقیقاً با استفاده از فیزیک قطعی مشابه آنچه در فیزیک کلاسیک داریم.
به عبارت دیگر، می‌توان تصور کرد که مکانیک کوانتومی توصیف ناقصی از طبیعت است. تعیین متغیرها به عنوان متغیرهای زیرین "پنهان" بستگی به سطح توصیف فیزیکی دارد (بنابراین، برای مثال، "اگر یک گاز از نظر دما، فشار و حجم توصیف شده باشد، سرعت اتمهای منفرد در گاز متغیرهای پنهان خواهد بود. "). فیزیکدانان حامی نظریه De Broglie-Bohm (مکانیک بوهمی) تصریح می‌کنند که در پس زمینه ماهیت احتمالی مشاهده شده در طبیعت یک اساس یا خاصیت قطعی به صورت متغیر پنهان وجود دارد. اما دیگران معتقدند که هیچ حقیقت قطعی و عمیق‌تری در مکانیک کوانتومی وجود ندارد. 

## مقاله EPR
انیشتین و همکارانش برای رو تفسیر کپنهاگی یک پارادوکس طراحی کردند معروف به دو جعبه یا دو دست دستکش یا دو دمپایی برای ادامه مطلب به صفحه پارادوکس EPR بروید.

## تلاش‌های اولیه در تئوری‌های متغیر پنهان
اینشتین کمی بعد از اظهار نظر معروف خود ("خدا تاس بازی نمی‌کند")، تلاش کرد یک پیشنهاد پژوهشی (proposal) جبرگرایانه در مقابل مکانیک کوانتومی تهیه کند. او این کار را با ارائه مقاله ای در جلسه آکادمی علوم در برلین، در ۵ می ۱۹۲۷، با عنوان "Bestimmt Schrödinger's Wellenmechanik die Bewegung eines Systems vollständig oder nur im Sinne der Statistik؟ " ("آیا مکانیک موج شرودینگر حرکت یک سیستم را به‌طور کامل مشخص می‌کند یا فقط یک تعبیر آماری ارائه می‌دهد؟") با این حال، هنگامی که این مقاله برای انتشار در مجله آکادمی آماده می‌شد، اینشتین تصمیم گرفت آن را پس بگیرد، احتمالاً به این دلیل که متوجه شده بود برخلاف قصد وی، این به معنای عدم تفکیک سیستم‌های درهم تنیده است، که او آن را پوچ تلقی می‌کرد.
در پنجمین کنگره سلوی، که در اکتبر سال ۱۹۲۷ در بلژیک و با حضور همه فیزیکدانان مهم نظری آن زمان برگزار شد، لوئیز دو بروی نسخه خود را از یک نظریه متغیر پنهان جبرگرایانه (موج خودران) ارائه داد، ظاهراً از تلاش ناموفق اینشتین در اوایل سال بی‌خبر بود. در نظریه وی، هر ذره دارای یک «موج راننده» پنهان است که برای هدایت مسیر آن از طریق فضا کار می‌کند. این نظریه در کنگره به ویژه توسط ولفگانگ پائولی مورد انتقاد قرار گرفت، که د بروی به اندازه کافی نتوانست پاسخ وی را بدهد. د بروی اندکی پس از آن تئوری را کنار گذاشت.

## تئوری بل
در سال ۱۹۶۴، جان بل از طریق قضیه معروف خود نشان داد که در صورت وجود متغیرهای پنهان محلی، می‌توان آزمایش‌های خاصی را انجام داد که شامل درهم تنیدگی کوانتومی است که نتیجه آن نابرابری بل (قضیه بل) را برآورده می‌کند. از طرف دیگر، اگر روابط آماری ناشی از درهم تنیدگی کوانتومی توسط متغیرهای پنهان محلی قابل توضیح نیست، نابرابری بل نقض می‌شود. یک نظریه بدون حرکت در مورد نظریه‌های متغیر پنهان، نظریه Kochen-Specker است.
فیزیکدانانی همچون آلن آسپکت و پل کویات آزمایش‌هایی را در این مورد انجام داده‌اند که انحراف از این نابرابری‌ها را تا ۲۴۲ انحراف استاندارد مشاهده کردند. این مسئله نظریه‌های متغیر پنهان محلی را رد می‌کند، اما نظریه‌های غیر محلی رد نمی‌کند. از لحاظ تئوری، می‌تواند مشکلات آزمایشی در مورد قضیه بل وجود داشته باشد که بر اعتبار یافته‌های تجربی تأثیر گذار است.
خرارد توفت اعتبار قضیه بل را براساس شکل ابرجبرگرایی مورد اختلاف قرار داده و برخی از ایده‌ها را برای ساختن مدلهای جبرگرایانه محلی پیشنهاد داده‌است.

## نظریه متغیر پنهان بوهم
با فرض اعتبار قضیه بل، هر گونه نظریه متغیر پنهان جبرگرایانه که سازگار با مکانیک کوانتومی باشد، باید غیرمحلی بوده و وجود روابط آنی یا سریعتر از نور (همبستگی) بین موجودات جدا از نظر جسمی را حفظ کند. نظریه متغیر پنهان کنونی، تفسیر «علی» از فیزیکدان و فیلسوف دیوید بوهم، که در ابتدا در سال ۱۹۵۲ منتشر شد، یک نظریه متغیر پنهان غیر محلی است. بوم ناآگاهانه این ایده را که لوئی دوبروی در سال ۱۹۲۷ پیشنهاد کرده بود (و متروک) کشف کرد - از این رو این نظریه معمولاً «تئوری دوبروی-بوهم» خوانده می‌شود. بوهم هر دو ذره کوانتومی، مانند یک الکترون، و «موج هدایت» پنهان را که حاکم بر حرکت آن است، قرار داد؛ بنابراین، در این نظریه، الکترون‌ها کاملاً واضح هستند - وقتی آزمایش دو شکاف انجام می‌شود، مسیر آن به جای دیگری فراتر می‌رود. همچنین، شکافی که از آن عبور می‌کند تصادفی نیست بلکه توسط موج هدایت (پنهان) اداره می‌شود و در نتیجه الگوی موج مشاهده می‌شود. از آنجا که مکان شروع ذرات در آزمایش دو شکاف ناشناخته است، موقعیت اولیه ذره متغیر پنهان است.

## پیشرفت‌های اخیر
در اوت سال ۲۰۱۱، راجر کلبک و رناتو رنر اثبات کردند که هرگونه تئوری مکانیک کوانتومی، چه با استفاده از متغیرهای پنهان و چه بدون استفاده از آن، نمی‌تواند پیش‌بینی دقیقی از نتایج ارائه دهد، البته با فرض اینکه ناظران می‌توانند آزادانه تنظیمات اندازه‌گیری را انتخاب کنند. کلبک و رنر می‌نویسند: "در حال حاضر، ما این احتمال را رد کردیم که هرگونه گسترش نظریه کوانتومی (نه لزوماً به شکل متغیرهای پنهان محلی) نمی‌تواند به پیش بینی نتایج هر اندازه‌گیری بر روی هر حالت کوانتومی کمک کند. به عبارت دیگر با فرض این که تنظیمات اندازه‌گیری را می‌توان آزادانه انتخاب کرد، تئوری کوانتومی واقعاً کامل است .
در ژانویه ۲۰۱۳، جیانکارلو قیراردی و رافائل رومانو مدلی را توصیف کردند که، "با استفاده از نوعی دیگر از فرضیات انتخاب آزاد تقریباً در تمام حالات در مورد یک سیستم دو سطحی دو طرفه بیانیه کلبک و رنر را نقض می‌کند. روش آنها قابل آزمایش است ".